# Franco Frassoldati
Franco Frassoldati (Modena, 2 maggio 1946 – Buenos Aires, 19 luglio 2022) è stato un calciatore italiano, di ruolo difensore.

## Caratteristiche tecniche
Giocava come difensore centrale e laterale sinistro. Abile in marcatura, era anche in grado di rendersi pericoloso con le sue incursioni in attacco.

## Carriera

### Club
Cresciuto nel settore giovanile del Racing Club, squadra in cui militò anche nella divisione riserve, Frassoldati entrò nella prima squadra del Chacarita Juniors nel 1967: fu ceduto dal Racing al Chacarita insieme ad Ángel Bargas, nell'ambito dell'operazione di mercato che portò l'ala Conrado Rabbito al Racing. Vinse il Campionato Metropolitano nel 1969 con il Chacarita, giocando 24 partite e realizzando 3 gol: una di queste marcature fu segnata nella finale contro il River Plate. Rimase al Chacarita fino al 1974: si trasferì poi all'Estudiantes, in cui ben figurò, giocando da titolare per 3 stagioni. Scese in campo in 4 partite della Coppa Libertadores 1976 con la formazione di La Plata. Conta 396 presenze e 36 reti in Primera División argentina.
Morì il 19 luglio 2022 a Buenos Aires all'età di 77 anni.

## Palmarès

### Club

#### Competizioni nazionali
- Campionato argentino: 1

Chacarita Juniors: Metropolitano 1969